# Синдром дисперсии пигмента
Синдром дисперсии пигмента(PDS) - глазное заболевание, которое может привести к особой форме глаукомы, под названием пигментная глаукома. Первопричиной является то, что пигментные клетки начинают шелушиться и отделяться от поверхности радужной оболочки и плавать в водянистой влаге и со временем начинают забивать трабекулярную сеть, замедляя дренаж водянистой влаги через неё, что приводит к росту внутриглазного давления. При наличии PDS внутриглазное давление имеет тенденцию подскакивать время от времени и затем возвращаться к обычному значению. Физические упражнения, как было выявлено, также способствуют скачкам внутриглазного давления. Когда давление становится настолько велико, что создает угрозу повреждения зрительного нерва, то такое состояние и определяется как пигментная глаукома. Как и во всех видах глаукомы с повреждением волокон зрительного нерва, потеря зрения происходит необратимо и практически безболезненно.
Это происходит довольно редко; чаще всего у европейцев, особенно мужчин, как правило страдающих близорукостью; возрастной интервал довольно низкий: от 20 до 40 лет. После 40 лет по неизвестной причине синдром регрессирует до полной остановки процесса.
Какого-либо специального лечения пока не существует, следует лишь использовать обычные средства для регулирования внутриглазного давление, такие как глазные капли или простые операции на снижение ВГД. Одной из таких операций является использование лазера YAG для разрушения пигментной шелухи и снижения внутриглазного давления. Если это было обнаружено достаточно рано, то риск развития глаукомы значительно снижается. Не следует также страдающим этой проблемой заниматься высокоэнергичными видами спорта, такими, как бег на длинные дистанции или боевые искусства, поскольку сильные удары и потрясения способны усилить процесс отделения пигментных клеток.

## Внешние ссылки
- Glaucoma Research Foundation
- Krukenberg's Spindle is a website designed specifically for people that have been diagnosed with Krukenberg's Spindles and/or Pigment Dispersion Syndrome
- The New York Eye and Ear Infirmary